# Saint-Léger-sous-Cholet
Saint-Léger-sous-Cholet är en kommun i departementet Maine-et-Loire i regionen Pays de la Loire i nordvästra Frankrike. Kommunen ligger i kantonen Cholet 1er Canton som tillhör arrondissementet Cholet. År 2022 hade Saint-Léger-sous-Cholet 3 099 invånare.

## Befolkningsutveckling
Antalet invånare i kommunen Saint-Léger-sous-Cholet
| Referens: INSEE |